# Friedrich Hopfner-Medaille
Die Friedrich Hopfner-Medaille ist die höchste Auszeichnung Österreichs für hervorragende wissenschaftliche Leistungen in der Geodäsie, insbesondere auf dem Gebiet der europäischen Erdmessung. Ihr Augenmerk liegt auf Wissenschaftlern des deutschen Sprachraums.

## Stiftung
Die Medaille wurde 1977 von den rund 20 Mitgliedern der Österreichischen Kommission für die Internationale Erdmessung (ÖKIE) gestiftet, die jetzt Österreichische Geodätische Kommission (ÖGK) heißt. Die Stiftung erfolgte in Würdigung der Verdienste Friedrich Hopfners, Professor für höhere Geodäsie an der Technischen Hochschule Wien von 1934 bis 1949, für die Erdmessung und die angewandte Geophysik.
Die Finanzen der Stiftung basieren auf privaten Mitteln der ÖGK-Mitglieder, die großteils Ordinarien auf Lehrkanzeln der Geodäsie und des Vermessungswesens waren/sind. Die vorgeschlagenen Preisträger dürfen nicht Mitglieder der jetzt ÖGK (bzw. vorher ÖKIE) sein, sodass sich der Kreis möglicher Kandidaten – von Ausnahmen abgesehen – auf das nahe Ausland konzentriert.

## Preisträger
- 1978: Karl Killian, Wien, Festreden und Festvortrag sind in der Österreichischen Zeitschrift für Vermessung und Photogrammetrie (ÖZfVuPh), 66. Jahrgang (1978), S. 105–116, veröffentlicht.
- 1982: Karl Ramsayer, Stuttgart, Festreden und Festvortrag sind in der Österreichischen Zeitschrift für Vermessung und Photogrammetrie, 70. Jahrgang (1982), S. 231–233, veröffentlicht.
- 1986: Hellmut Schmid, Schweiz, Festreden und Festvortrag sind in der Österreichischen Zeitschrift für Vermessung und Photogrammetrie, 74. Jahrgang (1986), S. 113–121, veröffentlicht.
- 1990: Fritz K. Brunner, Sydney/Graz, Festreden und Festvortrag sind in der Österreichischen Zeitschrift für Vermessung und Photogrammetrie, 79. Jahrgang (1991), S. 1–20, veröffentlicht.
- 1998: Heinrich Ebner, München, Festreden und Festvortrag sind in der Österreichischen Zeitschrift für Vermessung und Geoinformation (VGI), 86. Jahrgang (1998), S. 186–190, veröffentlicht.
- 2002: Thomas Wunderlich, München, Festreden und Festvortrag wurden im Jahrgang 90/91 der Österreichischen Zeitschrift für Vermessung und Geoinformation (VGI) veröffentlicht.
- 2010: Manfred Buchroithner, Dresden. Festreden und Festvortrag sind in der Österreichischen Zeitschrift für Vermessung und Geoinformation (VGI), 99. Jg. (2011), S. 22–33, veröffentlicht.
- 2014: Franz W. Leberl, Graz. Laudatio und Festvortrag sind in der Österreichischen Zeitschrift für Vermessung und Geoinformation (VGI), 102. Jg. (2014), Heft 4/2014, veröffentlicht.
- 2018: Robert Weber, Wien. Laudatio und Festvortrag wurden in der Österreichischen Zeitschrift für Vermessung und Geoinformation (VGI), 107. Jg., Heft 1/2019 veröffentlicht.
- 2022: Wolfgang Wagner, Wien.